# Premier League (Ghana)
La Premier League ghanese, denominata betPawa Premier League per motivi di sponsorizzazione, è la massima competizione calcistica del Ghana, istituita nel 1956.
Istituita nel 1956 per rimpiazzare il campionato per club della Costa d'oro (svoltosi dal 1933 al 1953-1954). Storicamente il campionato è dominato da due squadre, l'Asante Kotoko, vincitore di 25 titoli, e l'Hearts of Oak, vincitore di 21 titoli.

## Squadre
Stagione 2024-2025.
| Squadra         | Città     | Stagione precedente   |
| --------------- | --------- | --------------------- |
| Accra Lions     | Accra     | 2° in Premier League  |
| Aduana Stars    | Ahenkro   | 4° in Premier League  |
| Asante Kotoko   | Kumasi    | 6° in Premier League  |
| Bechem Utd      | Bechem    | 10° in Premier League |
| Berekum Chelsea | Berekum   | 3° in Premier League  |
| Dreams          | Dawu      | 9° in Premier League  |
| Gold Stars      | Bibiani   | 11° in Premier League |
| Holy Stars      | Ainyinase | Division One          |
| Heart of Lions  | Kpando    | 13° in Premier League |
| Hearts of Oak   | Accra     | 14° in Premier League |
| Karela United   | Alyinase  | 12° in Premier League |
| Legon Cities    | Wa        | 15° in Premier League |
| Medeama         | Tarkwa    | 8° in Premier League  |
| Nations         | Kumasi    | 7° in Premier League  |
| Nsoatreman      | Nsuatre   | 5° in Premier League  |
| Samartex        | Samreboi  | Campione del Ghana    |
| Vision FC       | Tema      | Division One          |
| Young Apostoles | Wenchi    | Division One          |

## Albo d'oro
- 1956:  Hearts of Oak
- 1957: Non disputato
- 1958:  Hearts of Oak
- 1959:  Asante Kotoko
- 1960:  Eleven Wise
- 1961/62:  Hearts of Oak
- 1962/63:  Real Republicans
- 1963/64:  Asante Kotoko
- 1964/65:  Asante Kotoko
- 1966:  Mysterious Dwarfs
- 1967:  Asante Kotoko
- 1968:  Asante Kotoko
- 1969:  Asante Kotoko
- 1970:  Great Olympics
- 1971:  Hearts of Oak
- 1972:  Asante Kotoko
- 1973:  Hearts of Oak
- 1974:  Great Olympics
- 1975:  Asante Kotoko
- 1976:  Hearts of Oak
- 1977:  Sekondi Hasaacas
- 1978:  Hearts of Oak
- 1979:  Hearts of Oak
- 1980:  Asante Kotoko
- 1981:  Asante Kotoko
- 1982:  Asante Kotoko
- 1983:  Asante Kotoko
- 1984:  Hearts of Oak
- 1985:  Hearts of Oak
- 1986:  Asante Kotoko
- 1987:  Asante Kotoko
- 1988/89:  Asante Kotoko
- 1989/90:  Hearts of Oak
- 1990/91:  Asante Kotoko
- 1991/92:  Asante Kotoko
- 1992/93:  Asante Kotoko
- 1993/94:  Obuasi Goldfields
- 1994/95:  Obuasi Goldfields
- 1995/96:  Obuasi Goldfields
- 1996/97:  Hearts of Oak
- 1997/98:  Hearts of Oak
- 1999:  Hearts of Oak
- 2000:  Hearts of Oak
- 2001:  Hearts of Oak
- 2002:  Hearts of Oak
- 2003:  Asante Kotoko
- 2004/05:  Hearts of Oak
- 2005:  Asante Kotoko
- 2006/07:  Hearts of Oak
- 2007/08:  Asante Kotoko
- 2008/09:  Hearts of Oak
- 2009/10:  Aduana Stars
- 2010/11:  Berekum Chelsea
- 2011/12:  Asante Kotoko
- 2012/13:  Asante Kotoko
- 2013/14:  Asante Kotoko
- 2015:  Ashanti Gold
- 2016:  Wa All Stars
- 2017:  Aduana Stars
- 2018: abbandonato
- 2019:  Asante Kotoko[1]
- 2019/20: cancellato[2]
- 2020/21:  Hearts of Oak
- 2021/22:  Asante Kotoko
- 2022/23:  Medeama
- 2023/24:  Samartex
- 2024/25:  Gold Stars

## Capocannonieri
| Anno    | Capocannoniere          | Squadra           | Reti |
| 1973    | Peter Lamptey           | Hearts of Oak     | -    |
| 1974    | Dan Owusu               | Bofoakwa Tano     | -    |
| 1975    | Dan Owusu               | Bofoakwa Tano     | -    |
| 1976    | Dan Owusu               | Bofoakwa Tano     | -    |
| 1977    | George Alhassan         | Great Olympics    | -    |
| 1978    | Muhammed Choo           | R. Tamale Utd     | -    |
| 1979    | Opoku Afriyie           | Asante Kotoko     | -    |
| 1980    | Emmanuel Quashie        | Sekondi Hasaacas  | -    |
| 1981    | Opoku Afriyie           | Asante Kotoko     | -    |
| 1982    | Muhammed Choo           | R. Tamale Utd     | -    |
| 1983    | Anane Kobo              | R. Tamale Utd     | -    |
| 1984    | Anane Kobo              | R. Tamale Utd     | -    |
| 1985    | George Alhassan         | Great Olympics    | -    |
| 1986    | Anthony Yeboah          | Cornerstones      | -    |
| 1987    | Anthony Yeboah          | Cornerstones      | -    |
| 1988/89 | Henry Acquah            | Hearts of Oak     | -    |
| 1989/90 | Muhammed Tijani         | Cornerstones      |      |
| 1990/91 | Thomas Boakye           | Asante Kotoko     | -    |
| 1991/92 | Abdul Mumuni            | Dawu Youngstars   | -    |
| 1992/93 | Augustine Arhinful      | Obuasi Goldfields | -    |
| 1993/94 | Laud Oscar              | Dawu Youngstars   |      |
| 1994/95 | Charles Amoah           | Okwawu Utd        | -    |
| 1995/96 | Kofi Deblah             | Obuasi Goldfields | -    |
| 1996/97 | Kofi Deblah             | Obuasi Goldfields | -    |
| 1997/98 | Joe Fameyeh             | Hearts of Oak     | -    |
| 1999    | Ishmael Addo            | Hearts of Oak     | -    |
| 2000    | Ishmael Addo            | Hearts of Oak     | 19   |
| 2001    | Ishmael Addo            | Hearts of Oak     | 22   |
| 2002    | Bernard Dong Bortey     | Hearts of Oak     | 18   |
| 2002    | Charles Asampong Taylor | Hearts of Oak     | 18   |
| 2003    | Shaibu Yakubu           | Obuasi Goldfields | 13   |
| 2004/05 | Samuel Yeboah           | Heart of Lions    | -    |
| 2005    | Prince Tagoe            | Hearts of Oak     | 18   |
| 2006/07 | Emmanuel Clottey        | Great Olympics    | 14   |
| 2007/08 | Eric Bekoe              | Asante Kotoko     | 17   |
| 2008/09 | Alex Asamoah            | Asante Kotoko     | 16   |
| 2009/10 | Bismark Idan            | Kessben           | 13   |
| 2009/10 | Samuel Afum             | Hearts of Oak     | 13   |
| 2010/11 | Nana Poku               | Berekum Arsenal   | 17   |
| 2011/12 | Emmanuel Baffour        | New Edubiase Utd  | 21   |
| 2012/13 | Mahatma Otoo            | Hearts of Oak     | 20   |
| 2013/14 | Augustine Okrah         | Bechem Utd        | 16   |
| 2015    | Kofi Owusu              | Berekum Chelsea   | 19   |
| 2016    | Latif Blessing          | Liberty Prof.     | 14   |
| 2017    | Hans Kwofie             | Ashanti Gold      | 17   |
| 2018    | Hafiz Konkoni           | Bechem Utd        | 8    |
| 2018    | Kwasi Donsu             | Medeama           | 8    |
| 2019/20 | Victorien Adebayor      | Inter Allies      | 12   |
| 2020/21 | Diawisie Taylor         | Karela United     | 18   |
| 2021/22 | Yaw Annor               | Ashanti Gold      | 24   |

## Vittorie per squadra
| Club                      | Città            | Vittorie | Secondi posti | Anni vittorie |
| ------------------------- | ---------------- | -------- | ------------- | --- |
| Asante Kotoko             | Kumasi           | 26       | 15            | 1959, 1964, 1965, 1967, 1968, 1969, 1972, 1975, 1980, 1981, 1982, 1983, 1986, 1987, 1989, 1991, 1992, 1993, 2003, 2005, 2008, 2012, 2013, 2014, 2019, 2022 |
| Hearts of Oak             | Accra            | 21       | 11            | 1956, 1958, 1962, 1971, 1973, 1976, 1978, 1979, 1984, 1985, 1990, 1997, 1998, 1999, 2000, 2001, 2002, 2004, 2007, 2009, 2020-2021                          |
| Ashanti Gold (Goldfields) | Obuasi           | 4        | 6             | 1994, 1995, 1996, 2015 |
| Great Olympics            | Accra            | 2        | 3             | 1970, 1974 |
| Aduana Stars              | Dormaa Ahenkro   | 2        | 2             | 2010, 2017 |
| Eleven Wise               | Sekondi-Takoradi | 1        | 3             | 1960 |
| Sekondi Hasaacas          | Sekondi-Takoradi | 1        | 3             | 1977 |
| Mysterious Dwarfs         | Cape Coast       | 1        | 1             | 1966 |
| Berekum Chelsea           | Berekum          | 1        | 1             | 2011 |
| Wa All Stars              | Wa               | 1        | -             | 2016 |
| Real Republicans          | Accra            | 1        | -             | 1963 |
| Medeama                   | Tarkwa           | 1        | -             | 2023 |
| Samartex                  | Tarkwa           | 1        | -             | 2024 |
| Gold Stars                | Bibiani          | 1        | -             | 2025 |
| Cornerstones              | Kumasi           | -        | 4             | ----- |
| R. Tamale Utd             | Tamale           | -        | 2             | ----- |
| Heart of Lions            | Kpandu           | -        | 2             | ----- |
| Okwawu Utd                | Nkawkaw          | -        | 1             | ----- |
| Brong Ahafo Utd           | Sunyani          | -        | 1             | ----- |
| Bofoakwa Tano             | Sunyani          | -        | 1             | ----- |
| Karela United             | Aiyinase         | -        | 1             | ----- |
| Susu Biribi               | Abuakwa          | -        | 1             | ----- |
| Accra Lions               | Accra            | -        | 1             | ----- |
| Nations                   | Kumasi           | -        | 1             | ----- |